# DAI★安BSフジNAVI
『DAI☆安BSフジNAVI! 』（ダイ☆あんビーエスフジナビ）は2004年7月から2006年3月までBSフジで放送されていたバラエティ番組。

## 出演者
- DAIGO
- 安めぐみ
- カンニング（竹山隆範、中島忠幸）

準レギュラー
- ラブカップル中田

## 概要
- ネット通販大手のAmazonの協力により番組オススメのDVDを紹介する番組。様々なゲストとのトークやVTRコーナーでも最後に企画内容に関係するDVDを紹介する事が多かった。
- 2004年12月に中島忠幸が病気休養（2006年12月に死去）に入ってからは、ゲストとして若手芸人が多く出演していた。特に一時期はカンニングの事務所の後輩であるラブカップルの中田が準レギュラー的扱いになっていた。
- 2006年4月からは『カンニングのDAI安☆吉日!』としてリニューアルされた。

## コーナー
おいで☆安
安めぐみが番組オススメのDVDを映像と共に紹介する。
DAI☆GO!
DAIGOが自身もカメラを持って有名人とトークをする。コーナーの最後にゲストのサイン入りのDVDやグッズが視聴者プレゼントを募った。
カンニングの爆笑DVDバトル
カンニングの二人が、それぞれオススメDVDを短時間で紹介し、良かった方をDAIGOと安の判定(同票の場合はゲストやAmazonの担当者が決めた)で決める。敗者はスタッフの用意した雑貨で一発ギャグを披露する罰ゲームとなった（初期は勝者に雑貨の中からクジで商品が貰えた）。
初期はコーナータイトルが「カの～」、「ンンの～」など、なぜかコンビ名がフルネームになっていなかった。
中島の休養後はゲストの若手芸人が挑戦していた他、安とDAIGOが挑戦した事もある。いずれも罰ゲームは行なわれており、総集編でもカンニングと共に滑ったネタとして放送された。
デブめがね
カンニング竹山がDVDの見所を自作の絵で表現しながら紹介する。回によってはDVDに関するクイズを出演者に出題していた。
カンニングのDVD企画（コーナー名不定）
カンニングが芸能界の思い出作りとしてDVD発売を目指す。番組内や視聴者からのメールによる企画案を元に、『カンニングの思い出作り』2005年1月にAmazon限定で発売される。発売後は店頭などでの一般販売を目指す企画となり、同年5月にポニーキャニオンから正式に一般発売された。
水着で大工
初期に放送されていたコーナー。グラビアアイドルが交響曲第9番にのせて水着姿で家具を製作する。完成した家具は生写真付で視聴者プレゼントが行なわれた。